# Todo sigue igual
Todo sigue igual, editado en 1982, es el segundo álbum del grupo español de música pop Los Secretos. 

## Estilo
Publicado justo un año después de su álbum debut y gran éxito titulado Los Secretos, la banda en este nuevo proyecto conservaba su formación inicial, es decir Pedro A. Díaz y los tres hermanos Urquijo. En el momento de su publicación, y pese al éxito del primer LP, el grupo se encontraba cuestionado por algunos críticos y compañeros de generación musical, que los acusaban de blandos. Esta situación se refleja en un disco cargado de melancolía y cierto resquemor, especialmente en temas como Todo por nada (que trata sobre la amistad), Trae en tu cara (el amor) y Cuando las luces se apagan (su propia trayectoria profesional).
El disco era pues, la antítesis de los vientos de alegría, frivolidad y fiesta que inspiraban a otros integrantes de la famosa Movida madrileña y no terminó de despuntar ni en crítica ni en ventas.

## Lista de canciones del álbum
| N.º | Título                       | Escritor(es)                                     | Duración |  |
| 1.  | «Todo sigue igual»           | Pedro A. Díaz / Enrique Urquijo                  |          |  |
| 2.  | «Problemas»                  | Álvaro Urquijo                                   |          |  |
| 3.  | «Cuando las luces se apagan» | Pedro A. Díaz / Enrique Urquijo                  |          |  |
| 4.  | «Vivir por vivir»            | Pedro A. Díaz / Álvaro Urquijo                   |          |  |
| 5.  | «Ahora que estoy peor»       | Pedro A. Díaz / Enrique Urquijo                  |          |  |
| 6.  | «Ráfagas»                    | A.Siegfried-Carmen Madirolas                     |          |  |
| 7.  | «Todo por nada»              | Pedro A. Díaz / Enrique Urquijo / Álvaro Urquijo |          |  |
| 8.  | «Aunque ahora corras»        | Pedro A. Díaz / Enrique Urquijo                  |          |  |
| 9.  | «Trae en tu cara»            | Pedro A. Díaz / Enrique Urquijo / Álvaro Urquijo |          |  |
| 10. | «Ha llegado el fin»          | Pedro A. Díaz / Enrique Urquijo / Álvaro Urquijo |          |  |